# Physetica sequens
Physetica sequens är en fjärilsart som beskrevs av Gordon J. Howes 1912. Physetica sequens ingår i släktet Physetica och familjen nattflyn. Inga underarter finns listade i Catalogue of Life.